# Ladoňka zářící
Ladoňka zářící (Scilla luciliae, syn. Chionodoxa luciliae), česky též ladonička bělomodrá, je druh jednoděložné rostliny z čeledi chřestovité. Někdy je také nazývána modřenka zářící nebo ladonička modřenka. Tento druh je často řazen do samostatného rodu Chionodoxa (česky ladonička, např.)

## Popis
Jedná se o asi 5–15 cm vysokou vytrvalou rostlinu s vejčitou podzemní cibulí. Listy jsou jen v přízemní růžici, přisedlé, nejčastěji 2 z jedné cibule. Čepele jsou čárkovité s kápovitou špičkou, asi 1–2 cm široké. Z jedné cibule vyráží většinou 1 stvol. Květy jsou jednotlivé nebo v máločetných květenstvích, kterým je hrozen, na jednom stvolu bývá jen 1–2 květy, vzácněji až 4 květy. Listeny chybí. Okvětních lístků je 6, jsou v dolní čtvrtině srostlé, asi 16–27 mm dlouhé. Jsou většinou modré barvy s bělavou bází. Tyčinek je 6, nitky jsou v dolní polovině srostlé a tyčinky za květu zcela zakrývají pestík. Gyneceum je srostlé ze 3 plodolistů. Plodem je tobolka, semena mají masíčko, které slouží k rozšiřování mravenci (myrmekochorie).

## Rozšíření ve světě
Ladoňka zářící je původní v horách Turecka. Jako okrasná rostlina se pěstuje v Evropě i v Severní Americe.

## Rozšíření v Česku
V ČR je to nepůvodní druh, ale je běžně pěstovaná jako okrasná rostlina a poblíž lidských sídel občas zplaňuje. Kvete brzy na jaře, už v březnu až dubnu. Pěstují se i růžovokvěté a bělokvěté kultivary.